# Molango de Escamilla
Molango de Escamilla è un comune del Messico, situato nello stato di Hidalgo, il cui capoluogo è la località di Molango.